# Koritniški slapovi
Koritniški slapovi so slapovi potoka Koritnica pri naselju Nomenj v občini Bohinj. Potok teče po južnem pobočju Pokljuke, nedaleč od slapov se izliva v potok Bezena, ta pa v Savo Bohinjko. Slapovi so dostopni po stezi, ki poteka ob strugi. Najvišji slap je sestavljen iz dveh 40-50 meterskih pramenov, sledijo 20, 5, 7 in zadnji, 30 meterski slap (spodnji slap).  